# Mamy Ndiaye
Mamy Ndiaye (sinh ngày 26 tháng 11 năm 1986 tại Pikine) là một cầu thủ bóng đá quốc tế nữ Sénégal, chơi ở vị trí tiền đạo. Cô là thành viên của đội tuyển bóng đá nữ quốc gia Senegal và đã chơi cho IFK Kalmar ở Thụy Điển, Zaragoza CFF ở Tây Ban Nha và Inter Arras FCF ở Pháp.

## Cuộc sống ban đầu
Mamy Ndiaye sinh ngày 26 tháng 11 năm 1986 tại Guline, Sénégal. Cô là con gái của cựu tuyển thủ bóng đá quốc tế Senen Nguessiam Ndiaye, và mẹ cô là một vận động viên. Cô ghi công cho cha mình vì cả hai quan tâm đến bóng đá hiệp hội cũng như thừa hưởng khả năng của anh tại môn thể thao này.

## Sự nghiệp

### Câu lạc bộ
Khi Ndiaye ký hợp đồng với đội bóng Thụy Điển IFK Kalmar vào năm 2008, cô đã trở thành nữ cầu thủ bóng đá Senegal đầu tiên chuyển sang chuyên nghiệp. Cô ở lại với đội cho đến năm 2012, trong thời gian đó cô đã ghi được 110 lần trong tất cả các cuộc thi. Ndiaye gia nhập Kalmar khi còn ở đội thứ tư, và vẫn ở đội một khi nó vươn lên vị trí cao nhất. Cô là cầu thủ ghi bàn hàng đầu trong giải đấu trong mùa giải 2012, khi Kalmar kết thúc ở vị trí thứ năm. Sau đó, cô chuyển sang phía Tây Ban Nha Zaragoza CFF cho mùa giải tiếp theo trước khi chuyển sang năm 2015 cho đội bóng Pháp Inter Arras FCF. Arras đã từ chối phát hành Ndiaye cho trận đấu với Guinea ở vòng loại Cúp bóng đá nữ châu Phi 2016.

### Quốc tế
Ndiaye chơi cho đội tuyển bóng đá quốc gia nữ Senegal, bao gồm tại vòng loại Giải vô địch nữ châu Phi 2010 và Giải vô địch nữ châu Phi 2012. AWC 2012 là lần đầu tiên đội tuyển nữ Senegal đủ điều kiện, với Ndiaye là đội trưởng tại giải đấu.